# Unión Internacional de Triatlón
La Unión Internacional de Triatlón (en inglés, International Triathlon Union, o ITU) es la institución mundial que se dedica a regular las normas del triatlón a nivel competitivo, así como de celebrar periódicamente competiciones y eventos en cada una de sus disciplinas.
Fue fundada en 1989 en Aviñón (Francia) y tiene su sede en Vancouver (Canadá). Cuenta en 2006 con 110 federaciones nacionales afiliadas. La presidenta es desde 2008 la española Marisol Casado Estupiñán.
Desde 1990 se ha enfrentado a la WTC, empresa organizadora del Ironman de Hawái por una lucha de poder sobre el término "triathlon".

## Historia
- 1989: fundación de la Unión Internacional de Triatlón (ITU). El primer presidente es el canadiense Les McDonald.

- 1989: primer Campeonato Mundial de Triatlón celebrado en Aviñón.

- 1990: primer Campeonato Mundial de Duatlón celebrado en Cathedral City (Estados Unidos).

- 1994: el COI declara el triatlón como deporte olímpico.

- 1997: primer Campeonato Mundial de Triatlón de Invierno celebrado en Malles Venosta (Italia).

- 1998: primer Campeonato Mundial de Acuatlón celebrado en Noosa (Australia).

- 2000: primera celebración de un evento (masculino y femenino) de triatlón en los Juegos Olímpicos.

## Disciplinas
La ITU organiza actualmente competiciones en las disciplinas siguientes:
| Nombre*           | Evento 1        | Evento 2                     | Evento 3                 |
| ----------------- | --------------- | ---------------------------- | ------------------------ |
| Acuatlón          | 2,5 km carrera  | 1 km natación                | 2,5 km carrera           |
| Duatlón           | 10 km carrera   | 40 km ciclismo               | 5 km carrera             |
| Duatlón L.D.      | 20 km carrera   | 120 km ciclismo              | 10 km carrera            |
| Triatlón          | 1,5 km natación | 40 km ciclismo               | 10 km carrera            |
| Triatlón L.D.     | 3 km natación   | 80 km ciclismo               | 20 km carrera            |
| Triatlón invernal | 8 km carrera    | 12 km ciclismo de montaña    | 10 km esquí de fondo     |
| Triatlón cross    | 1 km natación   | 20-30 km ciclismo de montaña | 10 km carrera de montaña |

- (*) -  L.D. = larga distancia.

## Eventos
La ITU tiene como misión organizar y coordinar numerosas competiciones de triatlón a nivel internacional, entre las que destacan:
- Torneo de triatlón en los Juegos Olímpicos
- Campeonato Mundial de Triatlón de Distancia Sprint
- Campeonato Mundial de Triatlón
- Campeonato Mundial de Triatlón de Larga Distancia
- Campeonato Mundial de Triatlón por equipos
- Copa Mundial de Triatlón
- Campeonato Mundial de Duatlón
- Campeonato Mundial de Duatlón de Larga Distancia
- Campeonato Mundial de Acuatlón
- Campeonato Mundial de Triatlón de Invierno
- Campeonato Mundial de Triatlón Campo a Través

## Organización
La estructura jerárquica de la unión está conformada por el presidente, el Comité Ejecutivo, el Cuerpo Técnico y el Congreso.

### Presidentes
| N.º | Periodo   | Nombre                   | País   |
| --- | --------- | ------------------------ | ------ |
| 1   | 1989-2008 | Les McDonald             | Canadá |
| 2   | 2008-     | Marisol Casado Estupiñán | España |

### Federaciones continentales
La ITU cuenta en 2011 con la afiliación de 126 federaciones nacionales repartidas en cinco organismos continentales:
| Nombre                                 | Siglas  | Federaciones afiliadas | Pág. web |
| -------------------------------------- | ------- | ---------------------- | -------- |
| Unión Africana de Triatlón             | (ATU)   | 11                     |          |
| Confederación Panamericana de Triatlón | (PATCO) | 37                     |          |
| Confederación Asiática de Triatlón     | (ASTC)  | 25                     |          |
| Unión Europea de Triatlón              | (ETU)   | 43                     |          |
| Asociación de Oceanía de Triatlón      | (OCA)   | 10                     |          |

### Federaciones nacionales
| África (ATU)                                                                                              | América (PATCO) | Asia (ASCT) | Europa (ETU) | Oceanía (OCA) |
| --- | --- | --- | --- | --- |
| Egipto · Ghana · Kenia · Marruecos · Mauricio · Namibia · Nigeria · Sudáfrica · Túnez · Uganda · Zimbabue | Antigua y Barbuda · Antillas Neerlandesas · Argentina () · Aruba · Barbados · Belice · Bermudas · Bolivia · Brasil · Canadá · Chile () · Colombia () · Costa Rica () · Cuba · República Dominicana · Ecuador · El Salvador () · Estados Unidos () · Granada · Guatemala () · Honduras · Islas Caimán · Islas Vírgenes Británicas · Islas Vírgenes de los Estados Unidos · Jamaica · México () · Nicaragua () · Panamá () · Paraguay · Perú () · Puerto Rico · San Cristóbal y Nieves · Surinam · Trinidad y Tobago · Islas Turcas y Caicos · Uruguay · Venezuela () | Bangladés · China · Corea del Sur · Filipinas · Hong Kong · India · Indonesia · Irán · Japón · Jordania · Kazajistán · Kirguistán · Líbano · Macao · Malasia · Mongolia · Nepal · Omán · Pakistán · Catar · Singapur · Siria · Tailandia · China Taipéi · Uzbekistán | Alemania · Andorra · Austria · Bélgica · Bielorrusia · Bosnia y Herzegovina · Bulgaria · Chipre · Croacia · Dinamarca · Eslovaquia · Eslovenia · España () · Estonia · Finlandia · Francia · Gibraltar · Grecia · Hungría · Irlanda · Israel · Italia · Letonia · Liechtenstein · Lituania · Luxemburgo · Malta · Macedonia del Norte · Moldavia · Mónaco · Noruega · Países Bajos · Polonia · Portugal · Reino Unido · República Checa · Rumania · Rusia · Serbia · Suecia · Suiza · Turquía · Ucrania | Australia · Islas Cook · Fiyi · Guam · Isla Norfolk · Nueva Zelanda · Palaos · Papúa Nueva Guinea · Polinesia Francesa · Islas Salomón |